# José Tola Pasquel
José Tola Pasquel (Lima, Perú, 12 de febrero de 1914 - Lima, 12 de enero de 1999) fue un ingeniero civil y matemático peruano. Ejerció como rector de la Pontificia Universidad Católica del Perú en dos períodos consecutivos (1977-1984 y 1984-1989). Contribuyó significativamente en el desarrollo de las ciencias matemáticas en su país, tanto en el campo docente como en el de la investigación, con importantes publicaciones sobre álgebra lineal y multilineal.

## Biografía
José Tola Pasquel fue hijo de Luis Tola Cires y Carmen Julia Pasquel Cáceres. Estudió primaria en el colegio San José de Cluny de Barranco y, secundaria en el colegio San Luis de los Hermanos Maristas de Barranco.
Realizó sus estudios simultáneamente en la Pontificia Universidad Católica del Perú y en la Universidad Nacional Mayor de San Marcos. En la primera, optó el título de ingeniero civil en 1938 y en la segunda obtuvo el grado de doctor en Ciencias Matemáticas en 1941 con la tesis Sobre la equivalencia de las dos formas de continuidad de operaciones con sucesiones y por vecindad en espacios topológicos.
Entre sus maestros más esclarecidos se encuentran Cristóbal de Losada y Puga, Luis Díaz, Godofredo García, Alfred Rosenblatt, Ricardo Valencia y Héctor Velarde.
Prestó sus servicios técnicos en el Ministerio de Fomento y Obras Públicas, y llegó a ser superintendente del Servicio de Agua Potable de Lima (1949-1950).
No obstante haber desarrollado una actividad profesional en el campo de la ingeniería estructural durante muchos años, su ocupación preferente fue la docencia universitaria y la investigación en los dominios de la matemática y de las ciencias de ingeniería. Desde su juventud, ejerció docencia en los tres centros superiores más importantes del país: Universidad Nacional Mayor de San Marcos, Universidad Nacional de Ingeniería y Pontificia Universidad Católica del Perú. Fue director del Instituto de Ciencias Físicas y Matemáticas de la Universidad Nacional Mayor de San Marcos de 1945 a 1961.
Fue decano de la Facultad de Ingeniería de la Pontificia Universidad Católica del Perú (1947-1949), director encargado de la organización del Departamento de Ciencias Básicas y jefe del Departamento de Ciencias de la Universidad Católica (1969-1970), y director del Instituto de Matemáticas de la Universidad Nacional de Ingeniería (Imuni) (1962-1968). Su principal dedicación fue el desarrollo de los estudios de las matemáticas y las ciencias físicas en el Perú.
Entre sus funciones en el gobierno universitario cabe mencionar que fue prorrector de la Pontificia Universidad Católica del Perú de 1965 a 1970 y que fue elegido rector primero para el periodo 1977-1984 y luego para el período 1984-1989. Este propiciador peruano de la enseñanza y la investigación matemática en la segunda mitad del siglo XX, falleció en 1999 cuando se desempeñaba como director de la Escuela de Graduados de la PUCP, cargo que ocupó desde 1990.
Maestro por vocación y méritos, en su hoja de vida escribe que aun cuando ejerció actividad profesional en el campo de la ingeniería estructural por muchos años, su actividad preferente ha sido la docencia universitaria y la investigación en los dominios de la matemática y de las ciencias de la ingeniería.
En 2004 se creó la Medalla al Mérito Académico Doctor José Tola Pasquel con el objetivo de reconocer  a quienes han prestado servicios distinguidos al Centro Universitario de Desarrollo (CINDA), o que hayan efectuado un aporte significativo a la educación superior en la región iberoamericana.
En 2022 apareció José Tola Pasquel. El hombre, el maestro, el científico, el humanista, relato biográfico de José María Salcedo.

## Aportes a las ciencias matemáticas
«A través de la enseñanza, consagró sus preferencias al Álgebra Abstracta, que introdujo [en el Perú] en 1945. Aportó numerosas contribuciones personales en la teoría cualitativa de las ecuaciones diferenciales, las teorías de la elasticidad, y el cálculo de variaciones y del control óptimo».

## Distinciones
Desempeñó, asimismo, los siguientes cargos institucionales: primer presidente de la Sociedad Matemática Peruana, decano del Colegio de Ingenieros del Perú y miembro del Comité Interamericano de Enseñanza de las Matemáticas. Fue presidente de la Academia Nacional de Ciencias Exactas, Físicas y Naturales del Perú y presidente honorario del Centro Interuniversitario de Desarrollo Andino (CINDA). Fue también miembro de la Academia Peruana de la Lengua, correspondiente a la española, miembro del Instituto de Cultura Hispánica y miembro correspondiente de la Academia Colombiana de Ciencias Exactas, Físicas y Naturales. En 1941 le fue otorgado el premio a la Investigación Científica de la Academia Nacional de Ciencias, y en 1975, el Premio Nacional de Cultura de Ciencias Naturales y Matemáticas.
Recibió las condecoraciones de las Palmas Magisteriales en el Grado de Amauta y la de las Palmas Académicas, otorgada por el Gobierno Francés.
Su fructífera y sobresaliente investigación en el campo de la matemática ha sido materializada en más de 21 memorias científicas, 18 libros e innumerables notas de clase.

## Docencia universitaria
Durante el ejercicio de su carrera universitaria introdujo en las universidades peruanas, por primera vez, la enseñanza del álgebra abstracta (basado en los estudios de George David Birkhoff), del álgebra lineal y multilineal, de la variable compleja (siguiendo las enseñanzas de George Pólya), de la teoría cualitativa de las ecuaciones diferenciales, de la teoría de la elasticidad, del cálculo de variaciones y de la teoría del control óptimo.

## Publicaciones
Es autor de diversos trabajos científicos sobre temas de topología, álgebra, análisis y teoría de las estructuras y ha escrito libros sobre los siguientes temas:
- Energía de deformación (1964 y 1976)
- Funciones I (1964, con José Reátegui)
- Funciones II (1965)
- Álgebra lineal (2 vls., 1967-1968)
- Análisis II (1970)
- Cálculo de variaciones (1972)
- Control óptimo (1972)
- Ecuaciones diferenciales ordinarias (1974)
- Cálculo tensorial y sus aplicaciones (1974)
- Teoría de la elasticidad (1974)
- Álgebra lineal y multilineal. Primera parte (1978) y Segunda parte (1989)
- Introducción a la topología (1992).